# Synagogue Maghen Abraham de Beyrouth
La Grande synagogue de Beyrouth, plus communément appelée la synagogue Maghen Abraham (en arabe : كنيس ماغين أبراهام ; en hébreu : בית הכנסת מגן אברהם, « synagogue du bouclier d'Abraham »), est la dernière synagogue de Beyrouth (Liban), dans le quartier de Wadi Abou Jamil, et est connue pour avoir été la plus belle du Moyen-Orient.
Abandonnée et endommagée durant la Guerre du Liban, sa rénovation s'est achevée en août 2010, une partie du financement aurait été assurée par la société Solidere chargée de la reconstruction du Centre-Ville de Beyrouth.

## Histoire
Vers 1920, un juif aisé, M. Sasson, avait décidé de faire ériger, pour la communauté juive de Beyrouth, une synagogue digne de ce nom, la plus grande de la ville. Il semble que l'argent qu'il avait fourni n'était pas suffisant puisque l'édifice ne s'éleva pas plus que de quelques mètres et fut abandonné. Vers 1925, un des représentants de M. Sasson revint à la charge et fournit l'argent nécessaire pour terminer la construction d'une des plus belles synagogues du Moyen-Orient, la Maghen Abraham.
Après son abandon depuis la Guerre du Liban (1975-1990), un chantier de restauration est lancé en 2010 , et semble proche de l'achèvement en 2019. La synagogue a reouvert, mais a été légèrement endommagé dans les explosions au port de Beyrouth de 2020.

## Expansion de la communauté
En plus de la synagogue Maghen Abraham, la Communauté avait bâti, en 1950, une synagogue moderne dans le village de Bhamdoun où les Juifs libanais passaient leurs étés. En cela, elle suivait les traces de Ezra Anzarouth, d'Alexandrie, qui en avait fait construire une autre, en 1895, dans un village voisin, Aley, nommée Synagogue Ohel Jacob.
La plus ancienne synagogue du Mont Liban est la synagogue de Deir el Qamar aux pieds des cèdres de la montagne, dans le Chouf, en parfait état, même si sa restauration dans les années 1990 en a fait disparaître tout signe religieux. Elle date du XVIIe siècle et se trouve dans l'ensemble du sérail de Fakhreddine, dominant le souk de la soie.

## Chefs spirituels
Entre 1908 et 1978, plusieurs Grands-Rabbins se sont succédé à la tête de la communauté juive de Beyrouth:
- Rabbi Danon 1908-1909
- Jacob Maslaton 1910-1921
- Salomon Tagger 1921-1923
- Shabtai Bahbout 1924-1950
- Benzion Lichtman 1932-1959
- Jacob Attiyeh 1949-1966
- Chaoud Chreim 1960-1978